# Tuff Gong Blues
Albums de Pierpoljak
Cheper
(2006) Légendaire Sérénade
(2009)
Tuff Gong Blues est un album de Pierpoljak. Il a été enregistré en 2001.
Il s'agit d'un album écrit par le chanteur jamaïcain Doniki et composé par ses propres musiciens. Pierpoljak en est l'interprète. 

## Liste des chansons
1. Calling
2. Shining light
3. Money in my pocket
4. Want no hit
5. Little time
6. Poor man
7. War for Jah land
8. Frenchtown
9. Hard work
10. Six days famine
11. Dem ya kind